# جان ويبر
جان ويبر (بالنرويجية: Jan Erik Weber)‏ (و. 1944  م) هو عالم محيطات نرويجي، هو عضوٌ في الأكاديمية النرويجية للعلوم والآداب.